# Tolomeo di Calcide
Tolomeo (greco: Πτολεμαῖος; ... – 40 a.C.) fu tetrarca di Iturea e Calcide dall'85 a.C. alla sua morte.

## Biografia
Era figlio di Menneo. Sovrano ellenistico di Iturea e Calcide, tentò di espandere il suo regno attraverso campagne militari nei territori limitrofi. Regnò sul Libano e l'Abilene, minacciò Damasco, soggiogò diversi distretti della costa fenicia e giunse a controllare temporaneamente Panea; l'intera Galilea era stata possedimento degli Iturei sottratta loro da Aristobulo I nel 103 a.C.
Gli ebrei si consideravano oppressi da Tolomeo, e per questo Aristobulo II, all'epoca ancora un principe, fu inviato da sua madre Salomè Alessandra a proteggere Damasco contro Tolomeo. Gneo Pompeo Magno distrusse le fortezze di Tolomeo in Libano e senza dubbio gli sottrasse le città ellenistiche, come fece in Giudea. Quando Aristobulo II fu assassinato dai pompeiani (50 a.C.), i suoi figli e le sue figlie si rifugiarono presso Tolomeo.
Antigono asmoneo, figlio di Aristobulo, ricevette l'aiuto di Tolomeo nel suo tentativo di ottenere il regno di Giudea; secondo Giuseppe Flavio, i due erano parenti. Tolomeo morì proprio mentre i Parti, chiamati da Aristobulo, stavano invadendo la Giudea.
Gli succedette il figlio Lisania.